# Алавус
А́лавус (фін. Alavus) — місто на північному заході Фінляндії.

## Географія
Місто займає площу 842,73 км², з яких водна поверхня становить 52,31 км². 

## Клімат
| Кліматограма Алавуса | Кліматограма Алавуса | Кліматограма Алавуса | Кліматограма Алавуса | Кліматограма Алавуса | Кліматограма Алавуса | Кліматограма Алавуса | Кліматограма Алавуса | Кліматограма Алавуса | Кліматограма Алавуса | Кліматограма Алавуса | Кліматограма Алавуса |
| --- | -------------------- | -------------------- | -------------------- | -------------------- | -------------------- | -------------------- | -------------------- | -------------------- | -------------------- | -------------------- | -------------------- |
| С | Л                    | Б                    | К                    | Т                    | Ч                    | Л                    | С                    | В                    | Ж                    | Л                    | Г                    |
| 45 −5 −9 | 35 −4 −9             | 37 0 −7              | 41 7 −1              | 52 14 5              | 78 18 10             | 87 21 13             | 75 19 12             | 58 13 8              | 61 6 2               | 54 2 −2              | 51 −2 −6             |
| Середня макс. і мін. температури повітря (°C) Атмосферні опади (мм), за рік : 674 мм. Джерело: «Climate-Data.org» (англ.) |                      |                      |                      |                      |                      |                      |                      |                      |                      |                      |                      |

## Населення
Чисельність населення становить 11 181 особа, станом на 2022 рік. 

## Галерея

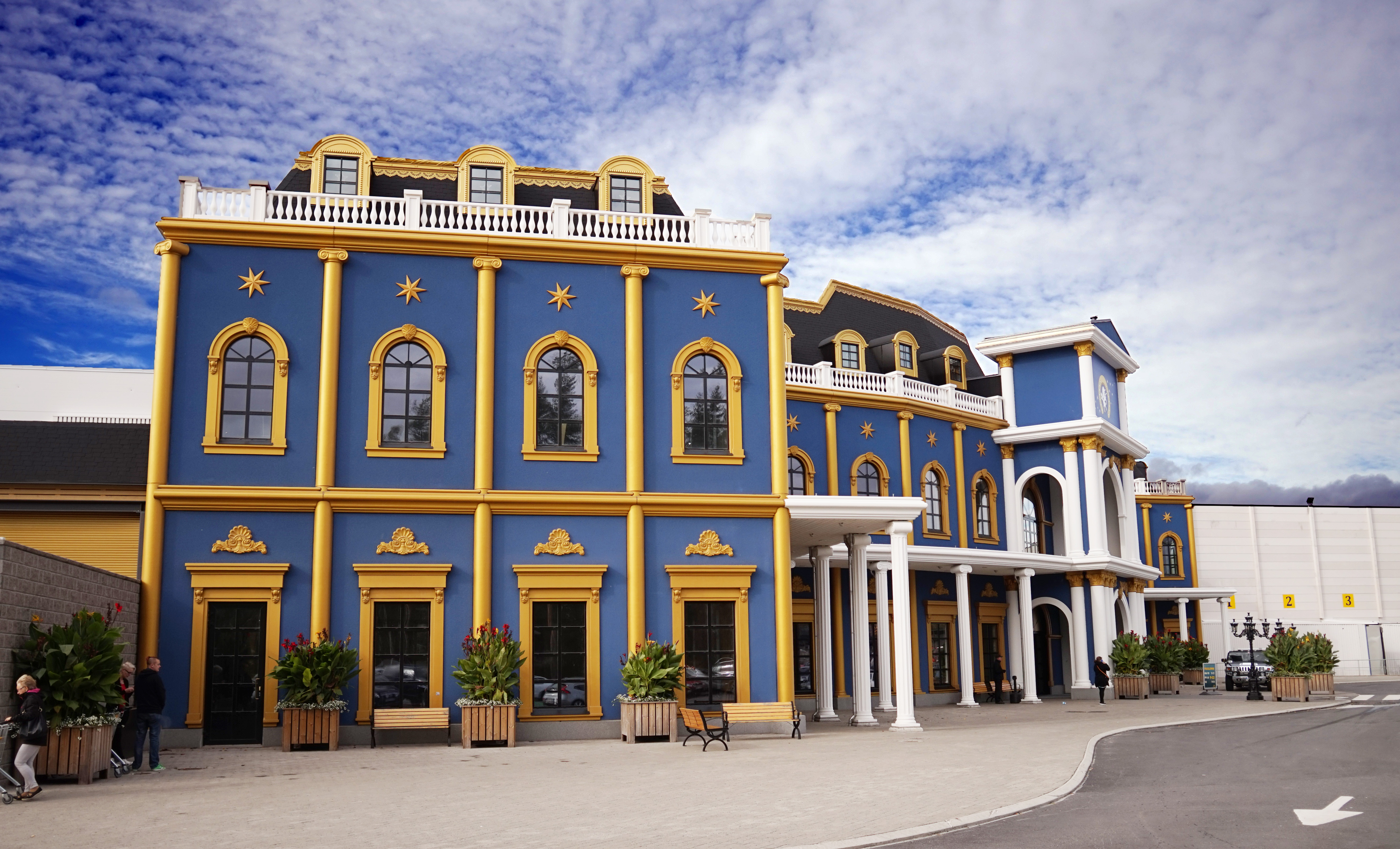
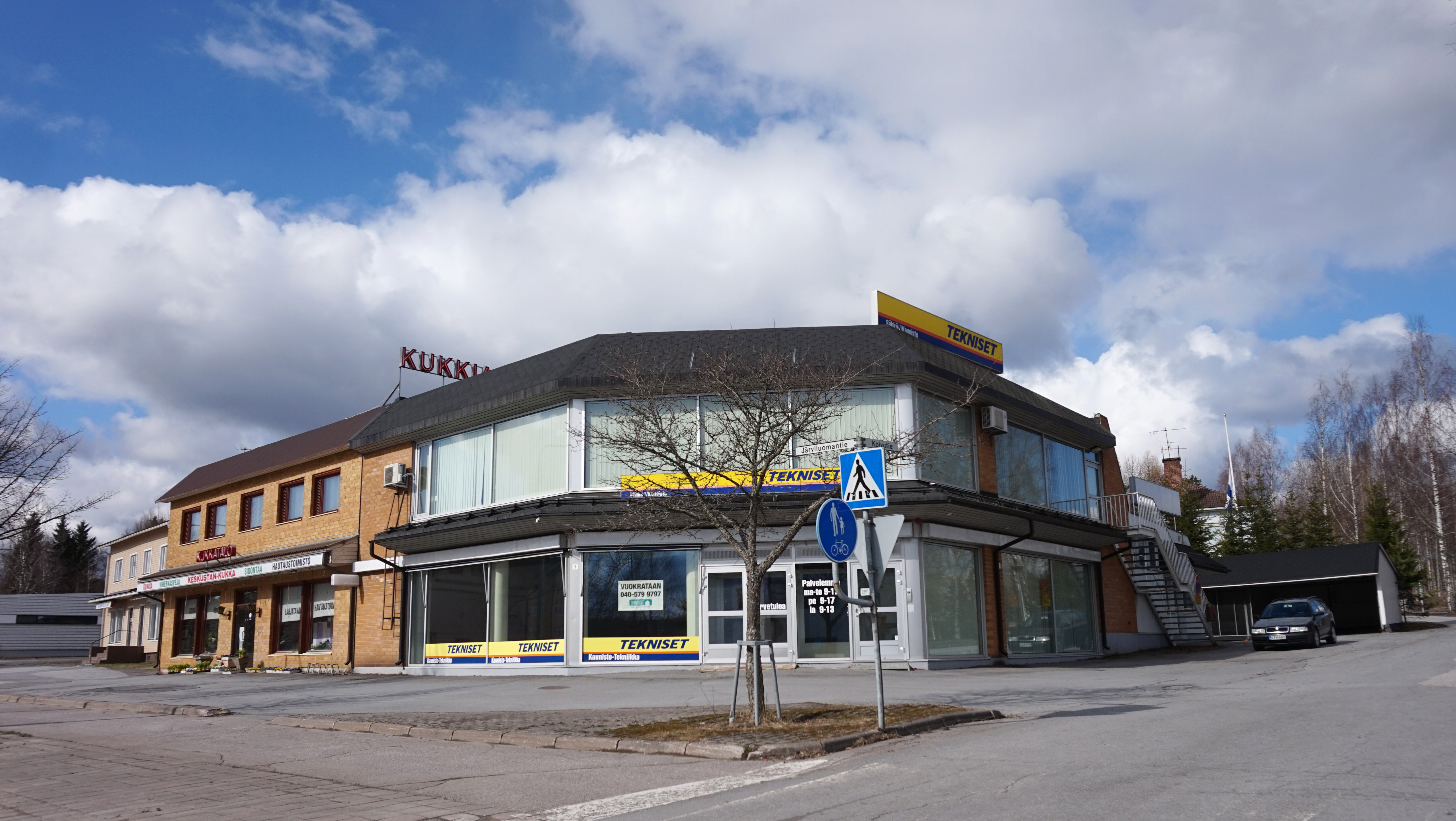
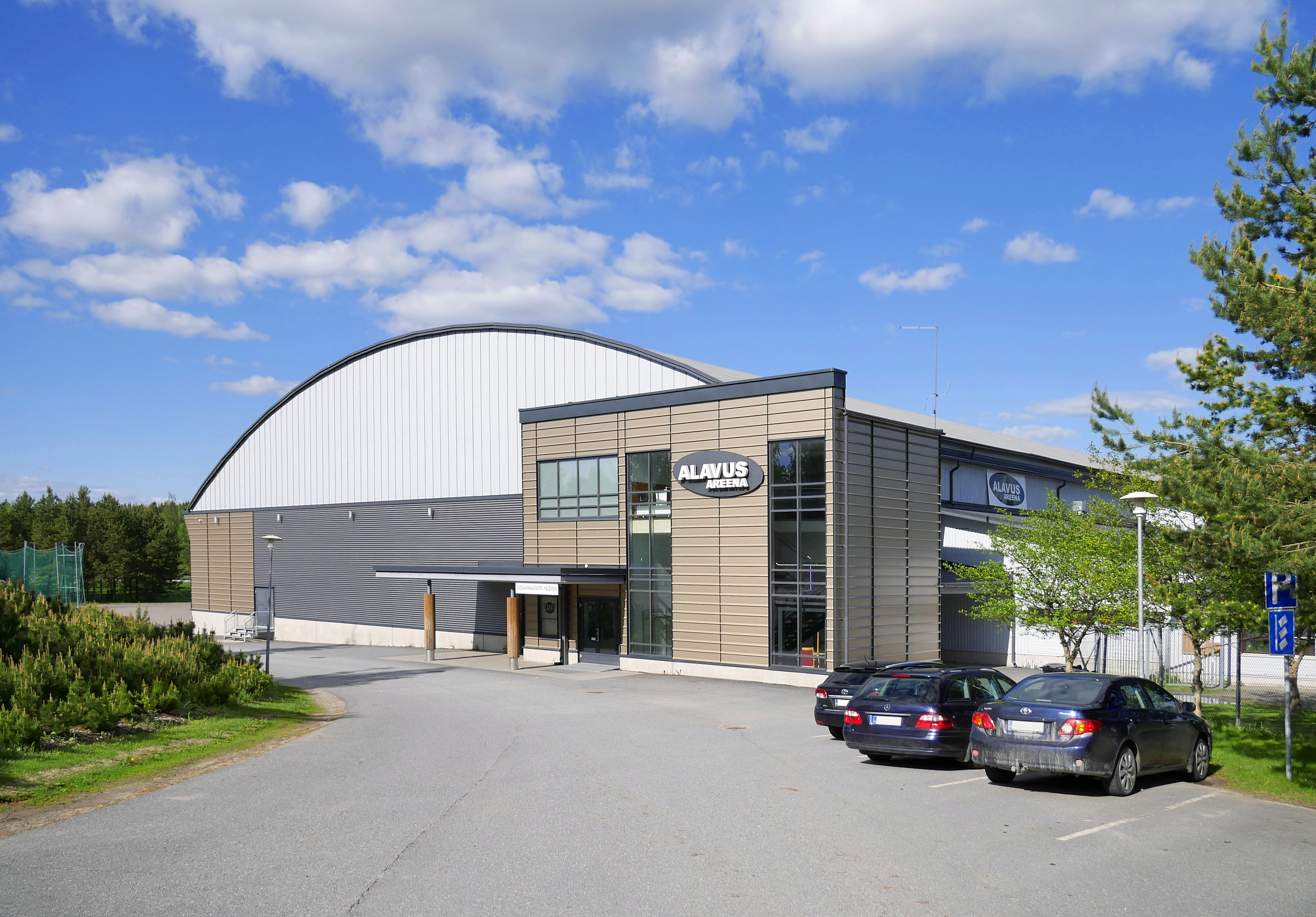
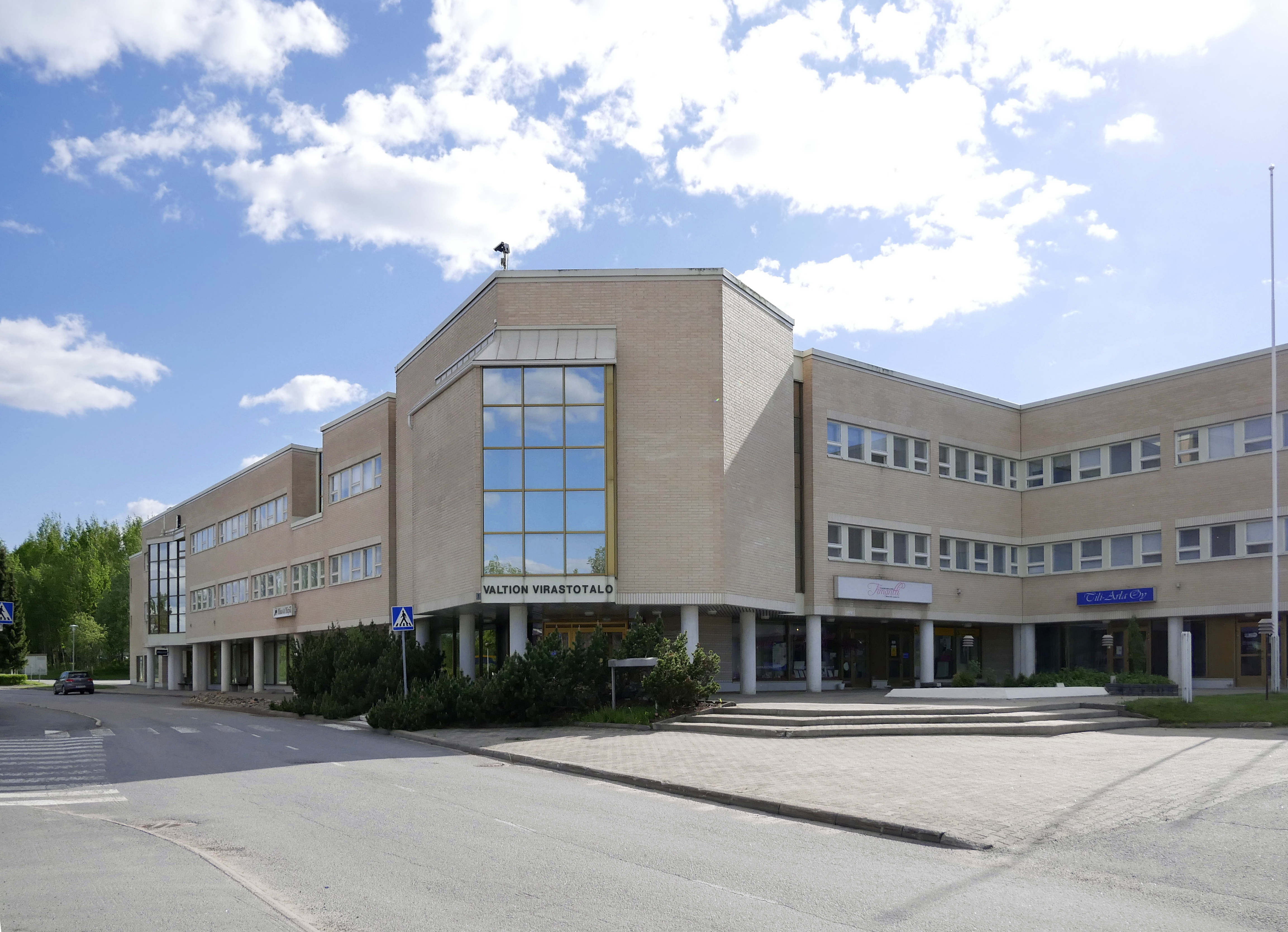

## Уродженці
- Пекка Туоккола (* 1983) — фінський хокеїст.
- Йозеф Стенбек (1854—1929) — фінський архітектор та інженер.